# ジェイテクトグラインディングツール
株式会社ジェイテクトグラインディングツール（JTEKT GRINDING SYSTEMS CORPORATION）は、ダイヤモンド工具の製造・販売メーカーである。ジェイテクトのグループ会社。またトヨタグループ唯一の超砥粒工具の専門メーカーである。

## 概要
ダイヤモンド・CBNという素材の特性を生かし、自動車部品やIT関連部品などの高精度加工に必要な専用工具の製造・販売をグローバルに行っている。

## 沿革
- 1975年（昭和50年）- 豊田工機（現・ジェイテクト）と L.M.Van Moppes & SonsLtd.（現・サンゴパン）により豊田バンモップス株式会社として設立。
- 1977年（昭和52年）- 本社工場を岡崎市に新築。
- 1988年（昭和63年）- 第二工場新設。
- 1997年（平成9年）- ビトリファイドボンドホイールの設計、製造および付帯サービスに関してISO9001の認証を得る。
- 2001年（平成13年）- 本社・工場ISO14001の認証を得る。
- 2004年（平成16年）- 本社・工場カスタマーセンターを新設。
- 2012年（平成24年）- ベトナムにToyoda Van Moppes Vietnam Co.,Ltdを新設。本社工場技術棟を増設。無災害記録470万時間（第二種）達成。
- 2014年（平成26年）- トヨタ自動車より品質管理優秀賞受賞。
- 2016年（平成28年）- 無災害記録700万時間（第三種）達成。
- 2017年（平成29年）- 物流センター新設。トヨタ自動車株式会社より品質管理優秀賞受賞。
- 2022年（令和4年）- 株式会社ジェイテクトグラインディングツールに社名変更。